# Avelãs de Ambom
Avelãs de Ambom ist ein Ort und eine ehemalige Gemeinde (Freguesia) im portugiesischen Kreis Guarda. Die Gemeinde hatte 69 Einwohner (Stand 30. Juni 2011).
Am 29. September 2013 wurden die Gemeinden Avelãs de Ambom und Rocamondo zur neuen Gemeinde União das Freguesias de Avelãs de Ambom e Rocamondo zusammengeschlossen.